# Ware optekeningen
Ware optekeningen (shilu) zijn overzichten van de belangrijkste verordeningen, bekendmakingen en voorschriften van een Chinese keizer. Zij vormen een samenvatting van zijn Dagboeken van activiteit en rust en werden samengesteld na afloop van de regeerperiode van de betreffende keizer. Zij zijn daardoor als historische bron minder betrouwbaar dan de Dagboeken van activiteit en rust. De tijd die lag tussen de gebeurtenis zelf en het noteren ervan was bij de Ware optekeningen veel langer. Zo kon de inhoud worden beïnvloed door de nieuwe keizer of door hoffunctionarissen. De teksten van de Ware optekeningen zijn verder in hoge mate gestandaardiseerd.
Ware optekeningen werden samengesteld vanaf de periode van de Zuidelijke en Noordelijke Dynastieën tot en met 1908. Van de periode vóór de Mingdynastie is, behalve over het jaar 805 (de Shunzong Shilu, samengesteld door Han Yu in vijf juan) en de jaren 983 en 996, niets bewaard gebleven. Daarentegen zijn die van de Ming en Qing-dynastie niet alleen grotendeels behouden, maar inmiddels ook uitgegeven. De bij elkaar 7500 juan vormen een zeer gedetailleerde historische bron voor beide dynastieën.
De Ware optekeningen werden door ambtenaren, verbonden aan het officiële Historiografisch Bureau, verder samengevat tot geschiedenissen van de zittende dynastie (guoshi, 國史), die op onregelmatige tijdstippen verschenen en op hun beurt weer de basis vormden voor de dynastieke geschiedenissen.